# Маргарита Бургундская (графиня Голландии)
Маргарита Бургундская (16 октября 1374 — 8 марта 1441) — герцогиня Голландии, супруга Вильгельма VI.

## Биография
Маргарита была дочерью Филиппа II Смелого и Маргариты III, графини Фландрии. Она была их третьим ребёнком и первой дочерью из девяти детей. Отец Маргариты использовал браки своих детей для достижения своих целей в далёкой перспективе. Именно поэтому Маргарита и её брат Жан вступили в двойной брак с Вильгельмом Баварским и его сестрой Маргаритой. Брак, который состоялся 12 апреля 1385 года в Камбре, впоследствии повлиял на союз Эно и Голландии с Бургундией и Фландрией, который заключил племянник Маргариты — Филипп Добрый.
Маргарита оказывала большое политическое влияние во время правления её супруга: Вильгельм правил и Голландией и Эно, но предпочитал Голландию и проводил там много времени. Таким образом его жена правила Эно от его имени.
После шестнадцати лет бездетного брака 16 августа 1401 года Маргарита родила дочь, Якобу. Политическая позиция Маргариты выросла в 1410-х годах, поскольку ей были предоставлены несколько городов и замков в качестве личных феодальных владений.
Вильгельм умер в 1417 году в результате укуса собаки. Хотя он и Маргарита пытались сделать так, чтобы их дочь унаследовала все его земли, после его смерти разразилась война за наследство. Со временем Якоба стала наследницей Эно, Голландии и Зеландии, но не Баварии. Во время правления её дочери Маргарита участвовала в нескольких политических процессах. Она предпочла жить в замке Ле-Кенуа, которая также была её личным феодом. Она умерла в Ле-Кенуа 8 марта 1441 года, пережив свою бездетную дочь.